# سامانه ای–۰
سامانه ای-۰ (انگلیسی: A-0 System) (زبان ریاضی نسخهٔ ۰، Arithmetic Language version 0) نوشته شده توسط گریس هاپر UNIVAC I نوشته شده بود و کامپایلر طراحی شده برای یک رایانهٔ الکترونیکی بود.